# The Monster Klub
The Monster Klub — французский музыкальный коллектив, созданный в 1997 году.

## История
Группа The Monster Klub основана в 1997 году. Спустя полгода было записано первое демо «Don’t be afraid baby» на 8 треков. Первый альбом, «Welcome», увидел свет в 1999 году на лейбле NoCo, после чего последовало множество концертов и гастролей.
Следующий альбом, «Act II», с 16 треками и видеоклипом, был выпущен на том же лейбле. Последовавший затем концерт на культовой парижской площадке «Divan du Monde» вместе с известной ска-группой Los tres Puntos привлек к The Monster Klub внимание музыкальных критиков. Первое значимое интервью вышло на страницах французского рок-н-ролльного журнала Rock Sound.
После участия в ведущем европейском сайкобилли-фестивале (Испания, Калелья, 2001 год) группа отправляется в европейский тур вместе с The Hangmen (Великобритания). В 2002 году The Monster Klub записали кавер на песню известной французской ска-группы Skarface и несколько песен для сольного проекта создателя жанра сайкобилли, лидера The Meteors Пола Финика.
Третий альбом, «Inside», был выпущен в 2003 году. За ним последовали гастроли с The Meteors, участие в очередном фестивале в Калелье и множество концертов в Европе.
Говоря о четвёртом альбоме, «Drink With The Devil» (2005), критики отмечали, что The Monster Klub занимает особую, уникальную нишу между панк-роком и сайкобилли, играя в своем неповторимом стиле.
К 2008 году состав группы поменялся: её покинул игравший на контрабасе Éric, и на смену ему пришел Seb (бывший участник Astro Zombies и Voodoo Devils). Публика и критики боялись, что это окажет негативное влияние на развитие группы, но новый альбом, «Not Dead Yet!» (2008), превзошел все ожидания, снова заслужив высокие оценки.
На начало 2011 года запланирован выпуск шестого альбома, «The House Of Miracles», на 13 треков и новый видеоклип.

## Интересные факты
- Вокалист и создатель группы, Paskal, является художником, иллюстрирующим афиши и альбомы как самих The Monster Klub, так и других исполнителей[7].
- Песня The Monster Klub «Blood Room» с альбома «Drink With The Devil» в 2010 году была выбрана в качестве звуковой дорожки к трейлеру немецкого сайкобилли-фестиваля Satanic Stomp[8].

## Дискография
- Don’t Be Afraid Baby (demo) (1998)
- Welcome (1999)
- Act 2 (2000)
- Inside (2003)
- Drink with the Devil (2005)
- Not Dead Yet! (2008)